# Olga Nikolajewna Rubzowa
Olga Nikolajewna Rubzowa (russisch Ольга Николаевна Рубцова; * 20. August 1909 in Moskau; † 13. Dezember 1994 ebenda) war eine sowjetische Schachspielerin. Sie gewann sowohl im Nahschach als auch im Fernschach die Weltmeisterschaft der Frauen.

## Nahschach
Olga Rubzowa erlernte das Schachspiel im Alter von 15 Jahren von ihrem Vater. Ihr erster Turniererfolg war der Sieg bei einem Mädchenturnier, das 1926 von der Komsomolskaja Prawda ausgerichtet wurde. In den folgenden Jahren gewann sie vier Mal (1927, 1931, 1937 und 1949) die Sowjetische Schachmeisterschaft der Frauen sowie 1953 und 1954 die Meisterschaft von Moskau. 
Bei der Schachweltmeisterschaft der Frauen 1949/50, die Ljudmila Rudenko gewann, wurde sie Zweite. 1956 gewann sie in einem Turnier gegen Jelisaweta Bykowa und Ljudmila Rudenko die Schachweltmeisterschaft der Frauen. Aufgrund dieses Erfolges erhielt sie 1956 von der FIDE den Titel Internationaler Meister und wurde mit dem Orden des Roten Banners der Arbeit ausgezeichnet. 1958 verlor sie jedoch den Weltmeistertitel wieder an Bykowa. Im Jahre 1957 gewann sie mit ihrer Mannschaftskollegin Kira Sworykina die erste Schacholympiade der Frauen.
Im Jahre 1976 wurde ihr der Titel Großmeister der Frauen verliehen.

## Fernschach
Olga Rubzowa war auch im Fernschach erfolgreich. Sie gewann die erste Weltmeisterschaft der Frauen in dieser Disziplin, die von 1968 bis 1971 ausgetragen wurde, und teilte bei der zweiten Weltmeisterschaft 1972–77 den ersten Platz mit Lora Jakowlewa. Bei der dritten Weltmeisterschaft 1978–84 wurde sie Fünfte, bei der vierten Weltmeisterschaft 1984–92 belegte sie Platz 11.
Kreuztabelle der ersten Fernschach-Weltmeisterschaft der Frauen
| Platz | Name                 | Land                            | 1  | 2  | 3  | 4  | 5  | 6  | 7  | 8  | 9  | 10 | 11 | 12 | Punkte |
| ----- | -------------------- | ------------------------------- | -- | -- | -- | -- | -- | -- | -- | -- | -- | -- | -- | -- | ------ |
| 1     | Olga Rubzowa         | Sowjetunion                     | xx | 0  | 1  | 1  | 1  | ½  | 1  | 1  | 1  | 1  | 1  | 1  | 9,5    |
| 2     | Gertrude Schoißwohl  | Österreich                      | 1  | xx | 0  | 1  | ½  | 1  | 1  | 1  | ½  | 1  | 1  | 1  | 9,0    |
| 3     | Lora Jakowlewa       | Sowjetunion                     | 0  | 1  | xx | ½  | ½  | ½  | ½  | ½  | 1  | 1  | 1  | 1  | 7,5    |
| 4     | Anita Zinn           | Deutsche Demokratische Republik | 0  | 0  | ½  | xx | 0  | 1  | ½  | 1  | 1  | 1  | 1  | 1  | 7,0    |
| 5     | Milica Milovanovic   | Jugoslawien                     | 0  | ½  | ½  | 1  | xx | ½  | ½  | ½  | ½  | ½  | 1  | 1  | 6,5    |
| 6     | Jenny Bähnk          | Deutschland                     | ½  | 0  | ½  | 0  | ½  | xx | 1  | ½  | ½  | 0  | 1  | 1  | 5,5    |
| 7     | Juliane Hund         | Deutschland                     | 0  | 0  | ½  | ½  | ½  | 0  | xx | 0  | 1  | 1  | 1  | 1  | 5,5    |
| 8     | Walentina Borissenko | Sowjetunion                     | 0  | 0  | ½  | 0  | ½  | ½  | 1  | xx | ½  | ½  | ½  | 1  | 5,0    |
| 9     | Gertrude Baumstark   | Rumänien                        | 0  | ½  | 0  | 0  | ½  | ½  | 0  | ½  | xx | ½  | 1  | 1  | 4,5    |
| 10    | R. Nilsson           | Schweden                        | 0  | 0  | 0  | 0  | ½  | 1  | 0  | ½  | ½  | xx | 1  | 1  | 4,5    |
| 11    | W. Nikonowa          | Sowjetunion                     | 0  | 0  | 0  | 0  | 0  | 0  | 0  | ½  | 0  | 0  | xx | 1  | 1,5    |
| 12    | Milka Ljiljak        | Jugoslawien                     | 0  | 0  | 0  | 0  | 0  | 0  | 0  | 0  | 0  | 0  | 0  | xx | 0      |

Mit der sowjetischen Nationalmannschaft (Olga Rubzowa, Marta Schul, Luba Kristol und Ljudmila Belawenez) erkämpfte Olga Rubzowa bei der 1. Fernschacholympiade der Frauen die Goldmedaille vor der Mannschaft der Bundesrepublik Deutschland (Juliane Hund, Edith Mechelke, Elke Beyer und Rita Heigl). Bei der 2. Fernschacholympiade errang die sowjetische Mannschaft (Olga Rubzowa, Lora Jakowlewa, Marta Litinska, Ljudmila Belavenets) ebenfalls die Goldmedaille.

## Privates
Rubzowa war von Beruf Gießerei-Ingenieurin. Sie war mit dem Schachmeister Abram Poljak verheiratet und hatte fünf Kinder. Ihre Tochter Jelena Abramowna (* 1947), die nach ihrer Heirat den Namen Fatalibekowa führte, wurde ebenfalls Schach-Großmeisterin.